# Dune du Pilat
Ne doit pas être confondu avec Pilat (massif montagneux), Pilate, Pilates, Pilatte ou Pyla.
Pour les articles homonymes, voir Dune (homonymie).
La dune du Pilat est une dune située en Gironde (région Nouvelle-Aquitaine) à l'entrée du bassin d'Arcachon, sur la côte d'Argent, en bordure du massif forestier des Landes de Gascogne, dans le sud-ouest de la France. C'est la plus haute dune d’Europe (altitude en 2023 : 103,6 m).

## Géographie

### Localisation

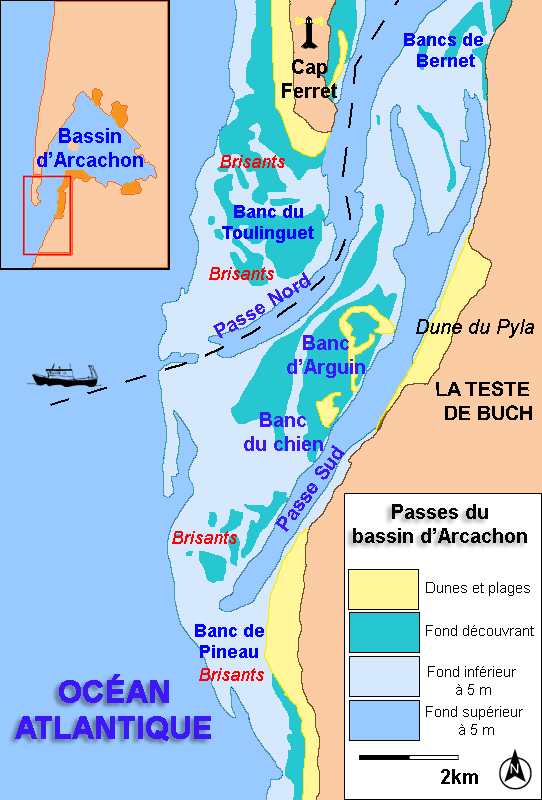
Position de la dune dans l'entrée du bassin d'Arcachon.

Située à l'entrée sud du bassin d'Arcachon, elle s'étend sur 616 m d'ouest en est et sur 2,9 km du nord au sud et contient environ 55 millions de mètres cubes de sable, dans la localité de Pyla-sur-Mer qui dépend administrativement de la commune de La Teste-de-Buch, à proximité d'Arcachon, au cœur des Landes de Gascogne.

### Topographie

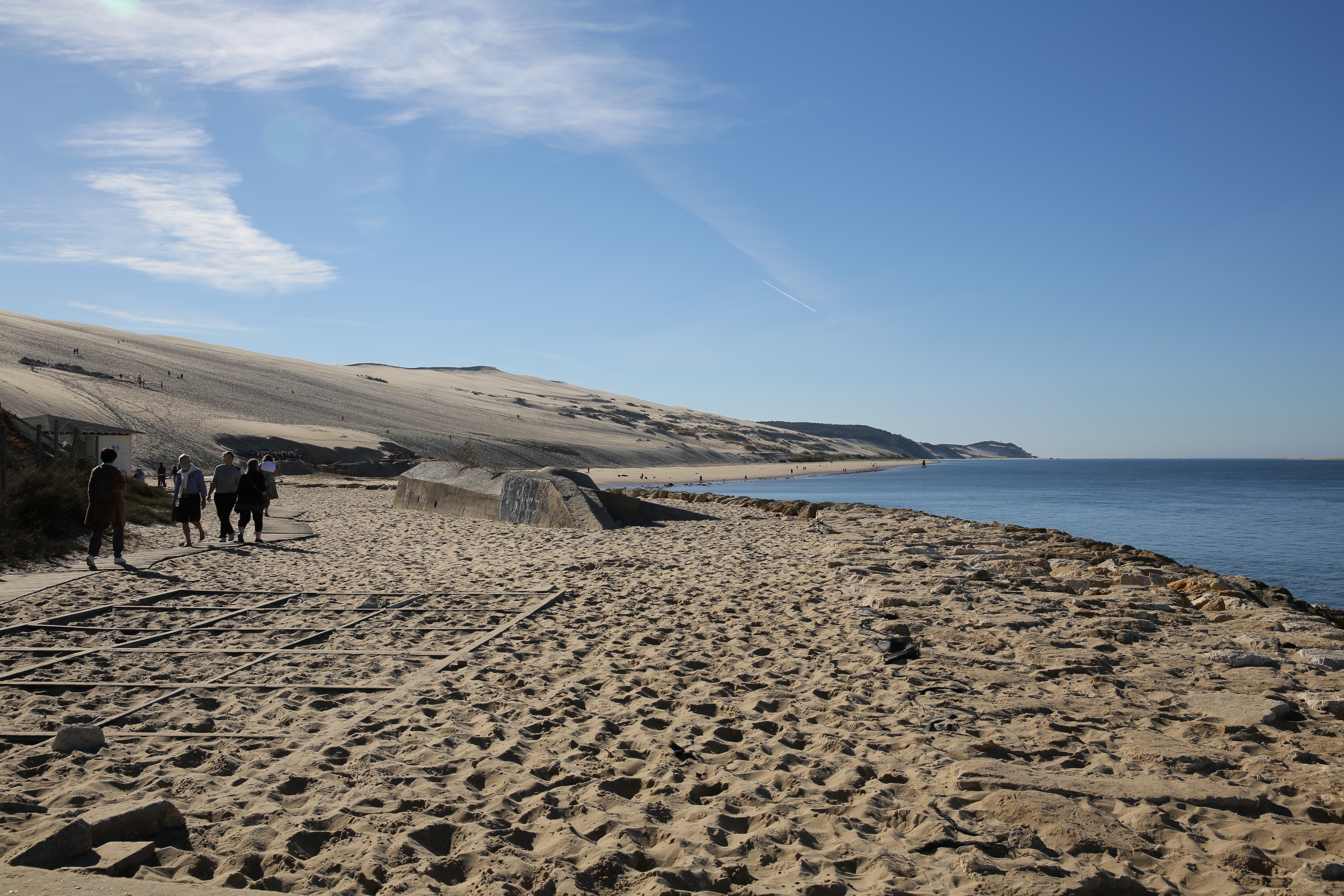
Les blockhaus du mur de l'Atlantique, édifiés en haut de la dune, sont aujourd'hui à 200 m de la dune actuelle, gisants sur les plages ou submergés par 15 m de fond. La mesure de leurs déplacements témoigne de l'érosion du littoral.

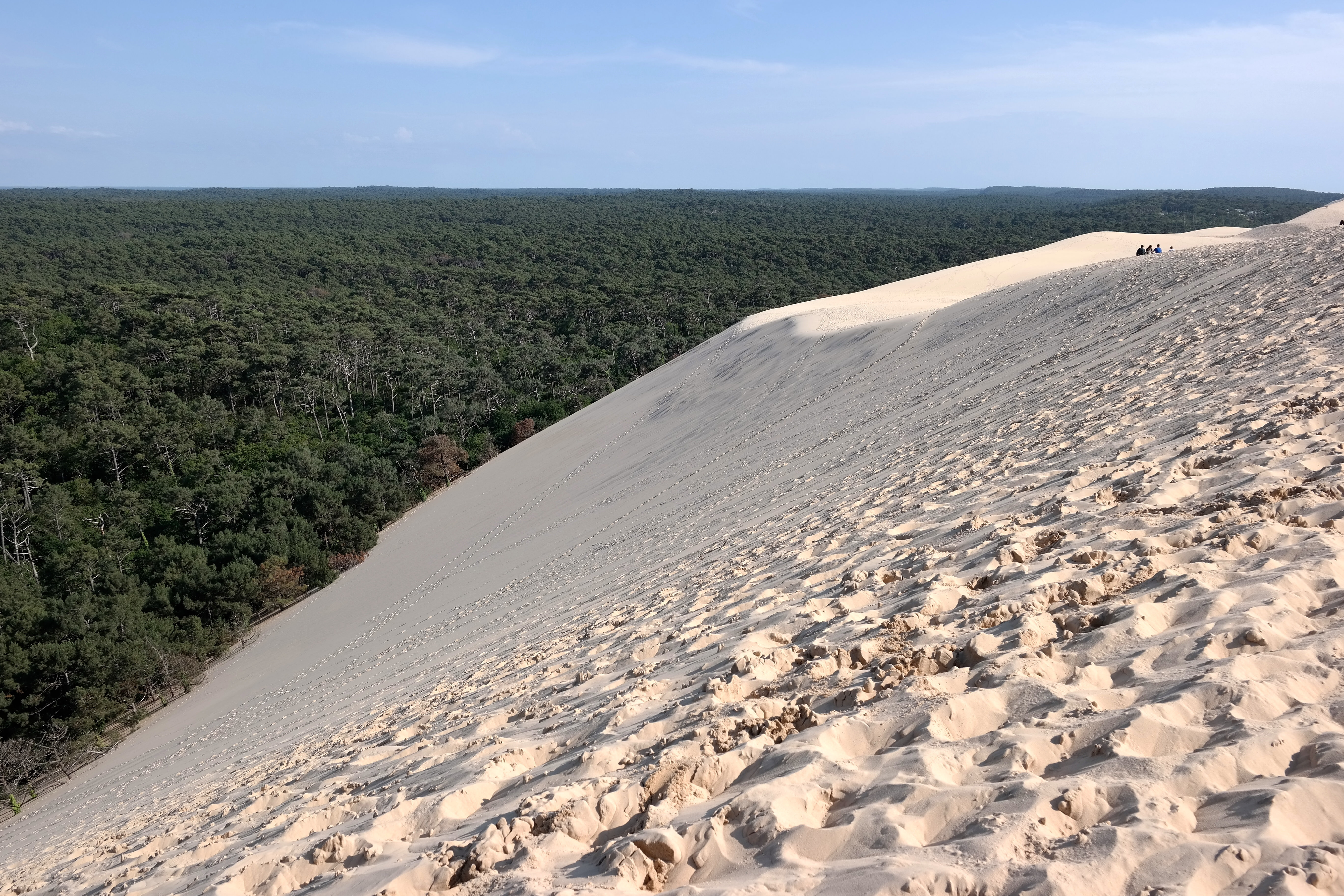
La dune côté forêt vue de son sommet (pente : entre 30 et 40°).

Les déplacements de la dune sont constants et étudiés par les scientifiques. Côté est, la dune gagne sur le massif forestier, ensevelissant les arbres à une vitesse d'un à cinq mètres par an. Côté ouest, l'évolution du trait de côte (limite des plus hautes mers) est variable. Le littoral nord de la dune est soumis à une forte érosion, notamment lors des tempêtes hivernales. À l'inverse, l'érosion est faible ou quasi nulle ces dernières années le long du littoral sud. La dune du Pilat est dissymétrique, avec une pente inclinée différemment selon sa position par rapport au vent. Ainsi, la face de la dune la plus exposée au vent (face ouest, côté océan) est douce, de l'ordre de 5 à 20°, car les sables s'étalent lors de leur remontée vers le sommet. En revanche, la face côté forêt, à l'abri du vent (face est), est plus raide, entre 30 et 40°.

### Géologie

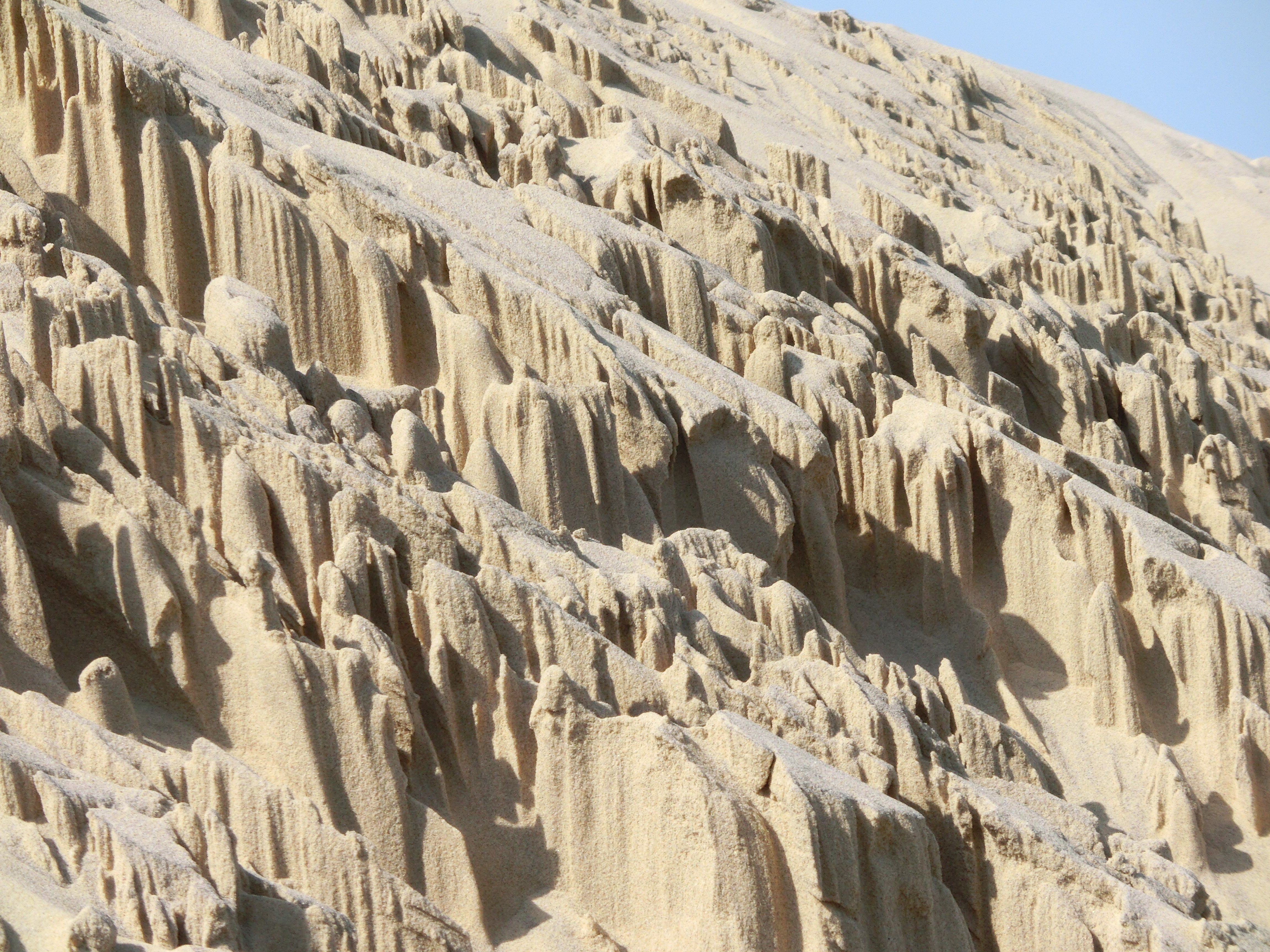
Formations sableuses visibles sur le flanc intérieur de la dune.

Sur la carte géologique de la partie occidentale du Bassin aquitain et celle de La Teste-de-Buch, en particulier, on peut voir une formation géologique de la fin du Quaternaire qui porte le nom de « Sable des Landes » : il recouvre le triangle landais, région située autour du bassin d'Arcachon et s'étale au nord vers l'estuaire de la Gironde, à l'est vers la vallée de la Garonne et au sud vers l'Armagnac et l'Adour. À l'ouest, il est surmonté par une bande de dunes côtières plus récentes dont la dune du Pilat fait partie. Ce triangle des Landes de Gascogne de près d'un million et demi d'hectares (une demi-Belgique) est une plaine sableuse (graviers et sables argileux) constituée de dépôts néogènes d'origine fluviatile, alimentés principalement par des sédiments siliceux produits de l'érosion du Massif Central et des Pyrénées. Ce désert sableux non protégé par la végétation est favorable à la formation de dépôts éoliens lors des phases climatiques arides du Pléistocène supérieur, à l'origine d'une formation épaisse de 10 à 30 m, les « Sables des Landes ».
Lors des dernières périodes glaciaires, ces sables s'accumulent sur le plateau continental. La dune du Pilat, comme toute la côte sableuse rectiligne des Landes, s'est formée à la fin de la transgression post-glaciaire holocène, il y a environ 6000 ans, lorsque le niveau marin s'est stabilisé à son niveau actuel. Lors de cette remontée du niveau de la mer, l'océan entraîne vers l'est les bancs de sable du plateau continental qui conduisent à la formation des plages et des massifs dunaires actuels.
Depuis 20 000 ans, la dérive littorale déplace des quantités importantes de sédiments (estimées à 700 000 m3 par an) le long du littoral aquitain en direction du sud. Les obstacles à ce courant parallèle à la côte favorisent le dépôt des sédiments, ce qui provoque le développement de vastes accumulations, les bancs de sable, notamment le banc d'Arguin, qui fait actuellement face à la dune et représente son principal réservoir de sable.

### Sédimentologie des sables des Landes et dunaires
La couverture de sable des Landes est composée :
- à sa partie inférieure, d'une couche de sables, de graviers voire de galets, d'argiles parfois sableuses et plus ou moins graveleuses dont l'épaisseur atteint 100 mètres près du littoral et qui va en s'amenuisant vers les reliefs continentaux qu'elle recouvre plus ou moins ; ces sédiments ont été épandus par des fleuves et des rivières ; ils ont donc une origine fluviatile ;
- à sa partie supérieure, de quelques mètres d'un sable fin composé de grains émoussés et dépolis, car éolisés, qui constitue le véritable « Sable des Landes » et qui provient du remaniement des sédiments fluviatiles qu'il surmonte.

Tout le relief de la zone côtière a été recouvert par ce sable qui s'est mis en place dans des conditions très arides, poussé par des vents d'ouest dominants de 20000 jusqu'à 10000 av. J.-C. environ. La fraction la plus lourde, les graviers, est restée près du rivage au large de la côte actuelle, tandis que les fractions les plus fines ont été entraînées très loin vers Blaye, l'Entre-deux-Mers et la Chalosse. C'est un sable très homogène (90 % des grains ont une taille comprise entre 0,1 et 0,5 mm ; le diamètre moyen des grains est de 0,3 mm). Cette homogénéité résulte du tri effectué par les eaux et les vents.
Outre des grains de quartz, on retrouve dans ces sables des minéraux dont la densité est supérieure à celle du quartz appelés minéraux lourds ; ils représentent 0,2 à 1,5 % du sable et se composent de minéraux ferrifères (75 %) mais aussi de tourmaline et de grenats. Ils existent dans tous les sables de la région aussi bien ceux du sol des Landes, que des dunes du littoral.
La région du bassin d'Arcachon et des étangs qui se trouvent au sud, Cazaux, Parentis, a retenu l'attention des géologues qui recherchaient du pétrole dans cette zone autrefois si longtemps recouverte par les mers de l'ère secondaire. Ces travaux ont permis de parvenir ainsi à une meilleure connaissance de la géologie de ces terrains profondément enfouis sous les sédiments du Tertiaire et l'épaisse couche de sable qui s'est mise en place au Quaternaire récent. Par ailleurs, il est avéré que les côtes sableuses basses de la Gironde et des Landes où l'érosion, le transport et l'accumulation des sédiments forment les trois étapes indissociables de l'évolution du littoral et des systèmes dunaires, constituaient un modèle de choix auquel de nombreux géologues régionaux s'intéressent aujourd'hui. L'histoire des dunes de cette région, et du Pilat en particulier, s'inscrit naturellement dans le cadre de ces études.

## Histoire et étymologie

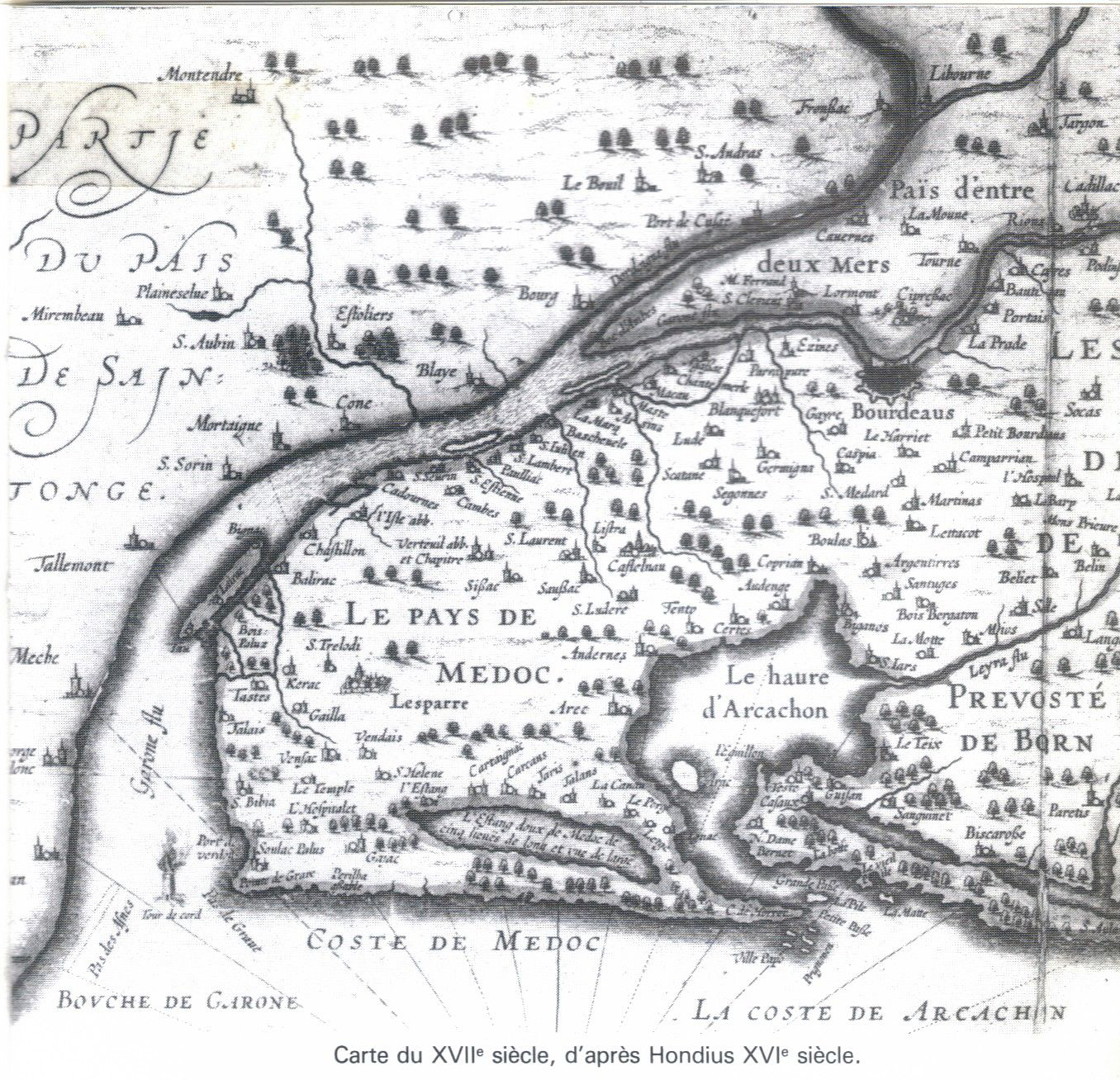
Carte topographique du bassin d'Arcachon au XVIe siècle.

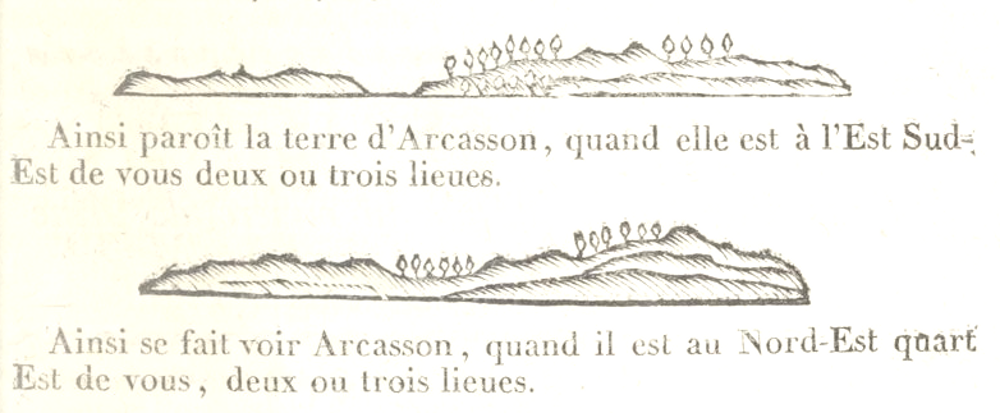
L'entrée du Havre d'Arcasson en 1731.

### Préhistoire
L'emplacement actuel de la dune du Pilat abritait des campements protohistoriques provisoires, pour des activités liées à l'exploitation du sel de mer. Les premières découvertes archéologiques commencent en 1982. Le 31 décembre 2013, un touriste trouve dans le sable, au pied de la dune, une urne funéraire et un vase accessoire datant de l'âge du fer, 800 ans av. J.-C.
Un chantier de fouilles a mobilisé une dizaine d'archéologues amateurs pendant deux semaines, en octobre 2014, pour préciser le contexte stratigraphique et environnemental des découvertes signalées. Un reportage photo est disponible sur le site de la Société historique et archéologique du bassin d'Arcachon.

### Toponymie
La dune est parfois dénommée « dune du Pila », « du Pyla » ou «du Pylat », mais son nom officiel est « dune du Pilat ». Cette dénomination vient du gascon pilàt, dérivé du latin pīla signifiant « tas », « monticule ».
Le nom Pilat, déjà présent sur les cartes de Masse (1708) et de Cassini (1786) avec le « petit bassin du Pilat », les « balises du Pilat », des « cabanes du Pilat » et la « grande passe du Pilat ou passe du sud », correspondait à un lieu situé plus au sud que la dune actuelle et vraisemblablement au large de la côte actuelle. En effet, les dunes littorales se déplacent vers l'intérieur des terres alors que le trait de côte recule. Jusqu'au début du XXe siècle, le secteur du Pilat est appelé « les Sabloneys » (littéralement « sablières » en gascon) ; aucune route carrossable n'y mène.
Ce changement d'appellation a pour origine une opération immobilière. Lorsque vers 1910, le développement de l'habitat opéré sur la partie côtière de la commune d'Arcachon atteint le sud du Moulleau, les promoteurs immobiliers qui convoitent des terrains sur la partie testerine qui prolonge la côte vers le sud, sont confrontés à un problème de taille : le territoire appartient à l'État qui ne veut pas vendre.
En 1913, un de ces promoteurs, Daniel Meller, propose alors et obtient de l'administration une transaction : en échange de 463 hectares de terrain qu'il achète sur la commune de La Teste (sur les bords du lac de Cazaux), il obtient 143 hectares entre Le Moulleau et la dune du Pilat. Il choisit de baptiser l'endroit « Pyla-sur-Mer » en référence à la dune mais en conférant à ce toponyme une connotation grecque, très en vogue à l'époque. Il crée la Société civile immobilière de Pyla-sur-Mer dans le but d'ériger « une ville dans la forêt ».
C'est à peu près vers les années 1930 que le vieux nom « Sabloney » est remplacé par « dune du Pilat ». Aujourd'hui, « les Sabloneys » désigne une petite plage au sud de la grande dune.

## Formation

Schéma en coupe de la dune du Pilat.

La formation de la dune est entièrement liée à celle du banc d'Arguin.
Au fil des siècles, les courants marins ont charrié du sable (en provenance du large, de la côte, et du bassin lorsque la marée descend) pour former le banc d'Arguin (lequel est, à l'instar de la dune, en constante évolution).
Ensuite, les vents violents d'ouest en provenance du large arrachent à sa surface, avec l'aide de micro gouttelettes d'eau, des grains de sable au banc d'Arguin au moment de la marée basse, quand celui-ci est totalement découvert, et qui en s'envolant viennent se poser sur la dune pour former cette gigantesque masse de sable fin.

Fouille de sauvetage sur un site protohistorique (octobre 2014) par Philippe Jacques avec prélèvements dans une épaisse strate de tourbes compactées.

Sur le versant ouest de la dune, on trouve quatre paléosols majeurs (anciens sols fossilisés) : à la base de la dune, un ancien podzosol recouvrant une tourbe agglomérant du sable à des matières organiques (3 500 ans av. J.-C.), puis trois paléosols dunaires principaux (datés entre 3 000 ans av. J.-C. et nos jours). On trouve aussi des paléosols mineurs, des niveaux lacustres et plusieurs milliers de niveaux à minéraux lourds. Ces paléosols sont des sédiments de couches forestières composés de souches d'arbres, de terre (témoin de phases pédogéniques) et de vestiges archéologiques (fragments de céramique, débris coquilliers) qui laissent des traces longilignes et noirâtres à flanc de dune, et dont les ondulations suivent les anciennes dunes.
Il y eut d'abord, après la dernière période glaciaire, une forêt de pins sylvestres, noisetiers, bouleaux, aulnes et saules, caractéristiques d’un climat froid et continental. Au boréal atlantique et sous-boréal, une dune de trois à quatre mètres de haut retenait des marais et un étang ; tout au long de la transgression flandrienne, les sables s'accumulèrent et les marais disparurent sous les dunes paraboliques de vingt à quarante mètres de haut, pendant que la forêt usagère de la Teste se développait sous un climat plus humide.
Aux XVIIe et XVIIIe siècles, avec l’arrivée massive de sable sur le littoral, les dunes modernes ont enseveli, sous cinquante à soixante mètres de sable, les anciennes dunes paraboliques, pour devenir la grande « dune de la Grave ». Le sable continua d’arriver et de converger vers la dune de la Grave. À la fin du XIXe siècle, la dune de la Grave enfouie par 20 à 30 m de sable, atteint 115 m vers 1910 et prend le nom de dune du Pilat. La Grande dune du Pilat s’est édifiée entre 1826 et 1922 alors que le trait de côte reculait de plus de 500 m. La végétation qui recouvrait le versant au vent de la dune de la Grave a été détruite, permettant le vannage et le transport des sables vers le sommet de la dune.

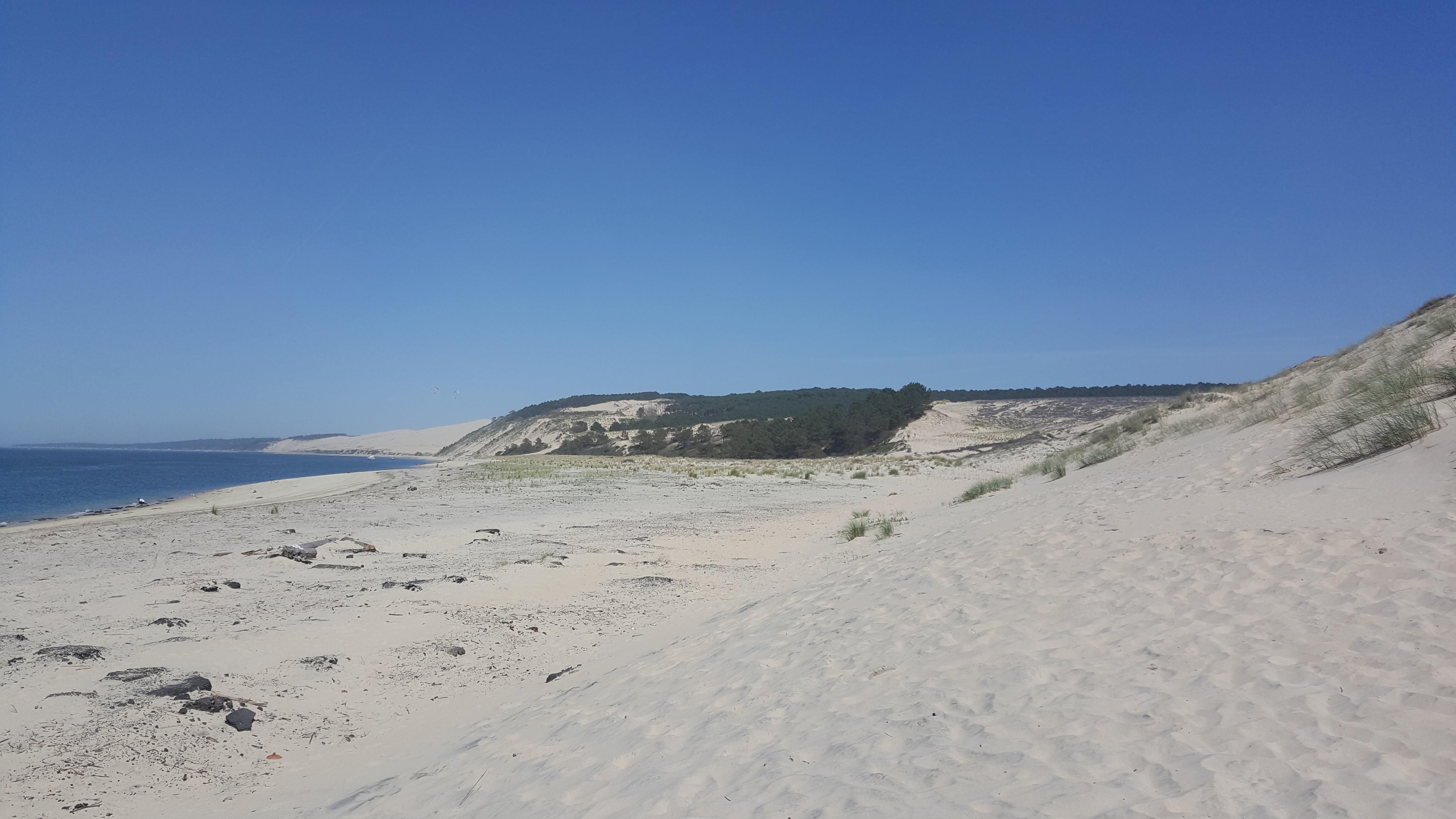
Le paléosol 1 a atteint le stade de podzol et porte des souches d'arbres[22] en position de végétation.
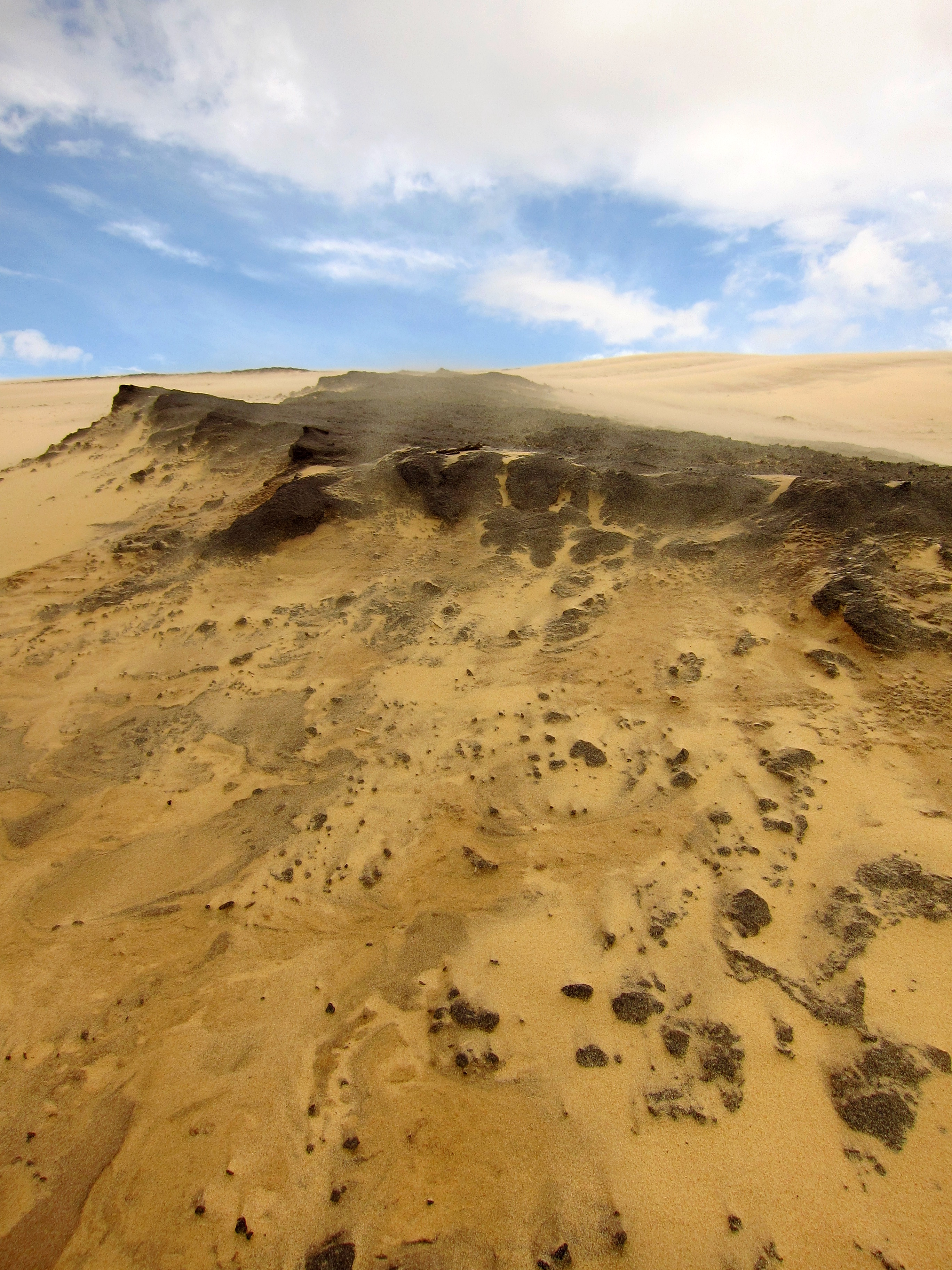
Paléosol mis au jour par une tempête.

## Tourisme et préservation

Vue panoramique de l'accès principal de la dune qui se fait par ses flancs sableux ou par son escalier provisoire de 170 marches, à sens unique dans le sens de la montée depuis 2020 pour réguler l'hyperfréquentation.

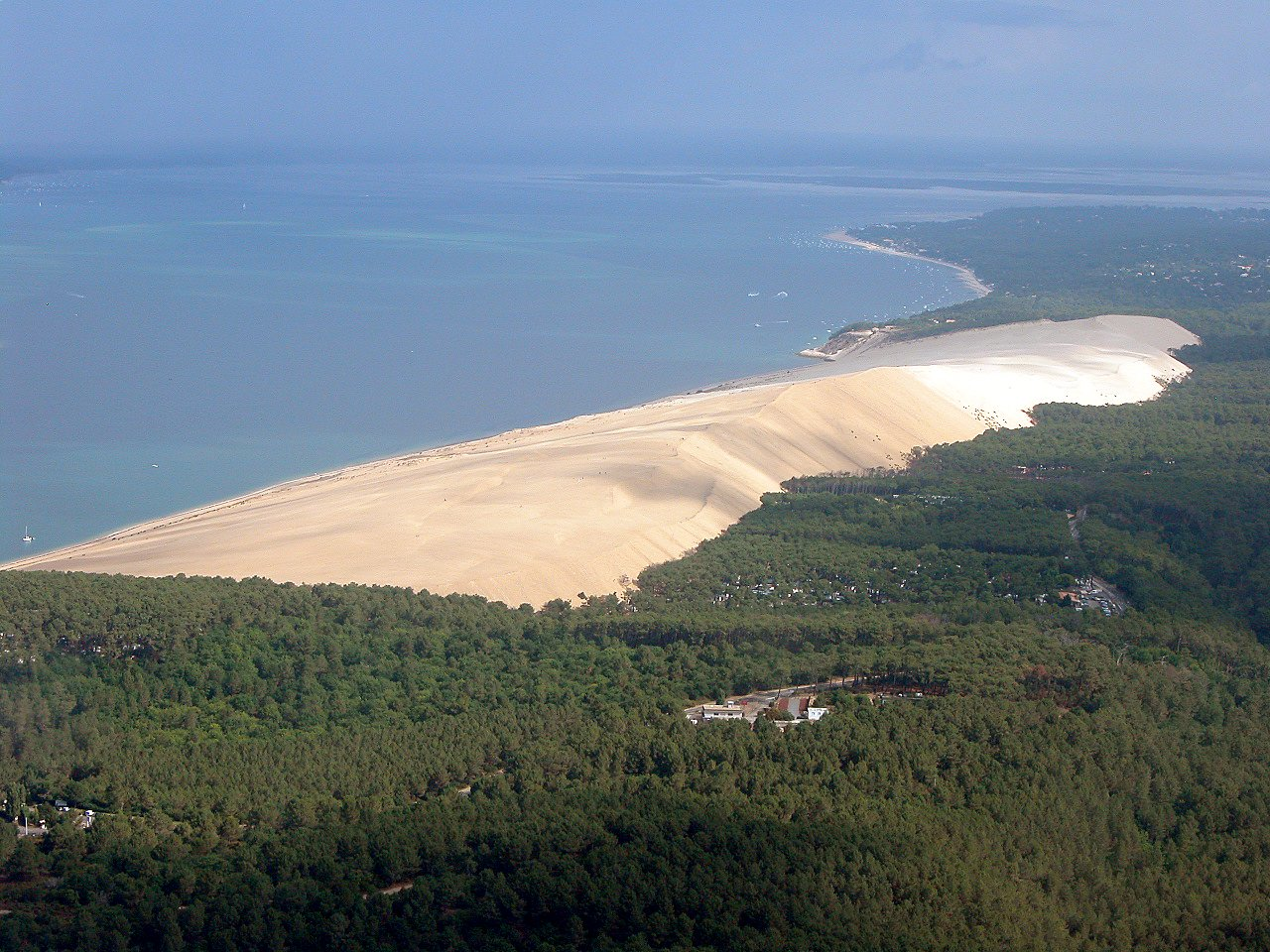
L'aménagement des cinq campings situés au sein du site classé de la dune du Pila met au jour la question des équilibres entre enjeux économiques, environnementaux et sociaux.

La notoriété de la plus haute dune d'Europe n'a fait que croître au cours des dernières décennies. Près de deux millions de visiteurs se hissent chaque année à son sommet (plus d'un million comptabilisés par l'éco-compteur implanté sur le chemin d'accès à la dune, avec des pics de plus de 10 000 touristes certaines journées en août),, ce qui en fait le site de Gironde le plus visité et l'un des sites naturels les plus visités de France après la forêt de Fontainebleau et la baie du Mont-Saint-Michel. D'après une étude parue fin 2014, ces touristes génèrent entre 11 et 13 millions d’euros de retombées directes, et jusqu’à 168 millions d’euros de recettes indirectes,.

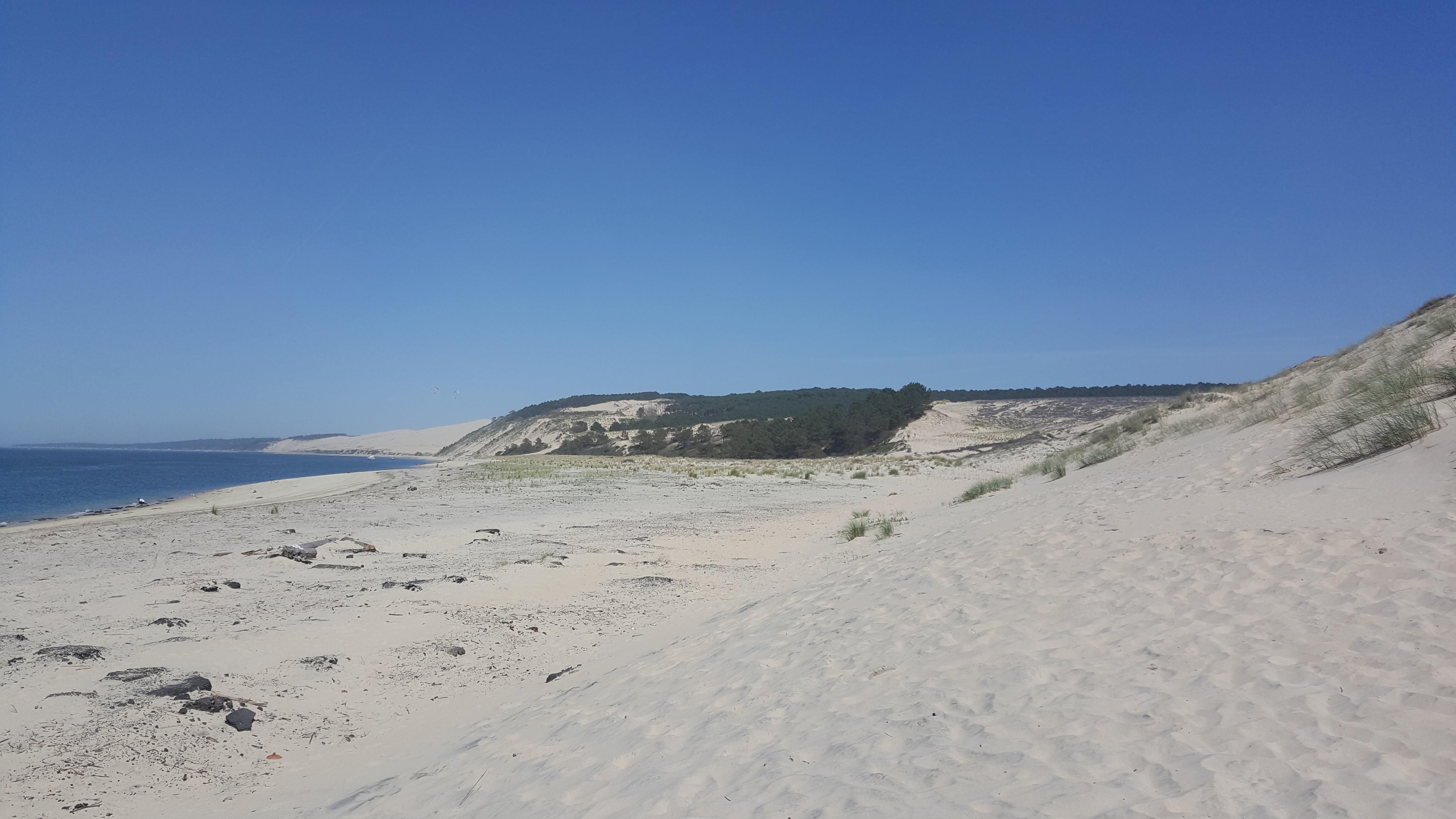
Le bord de la dune du Pilat côté plage en avril 2018.
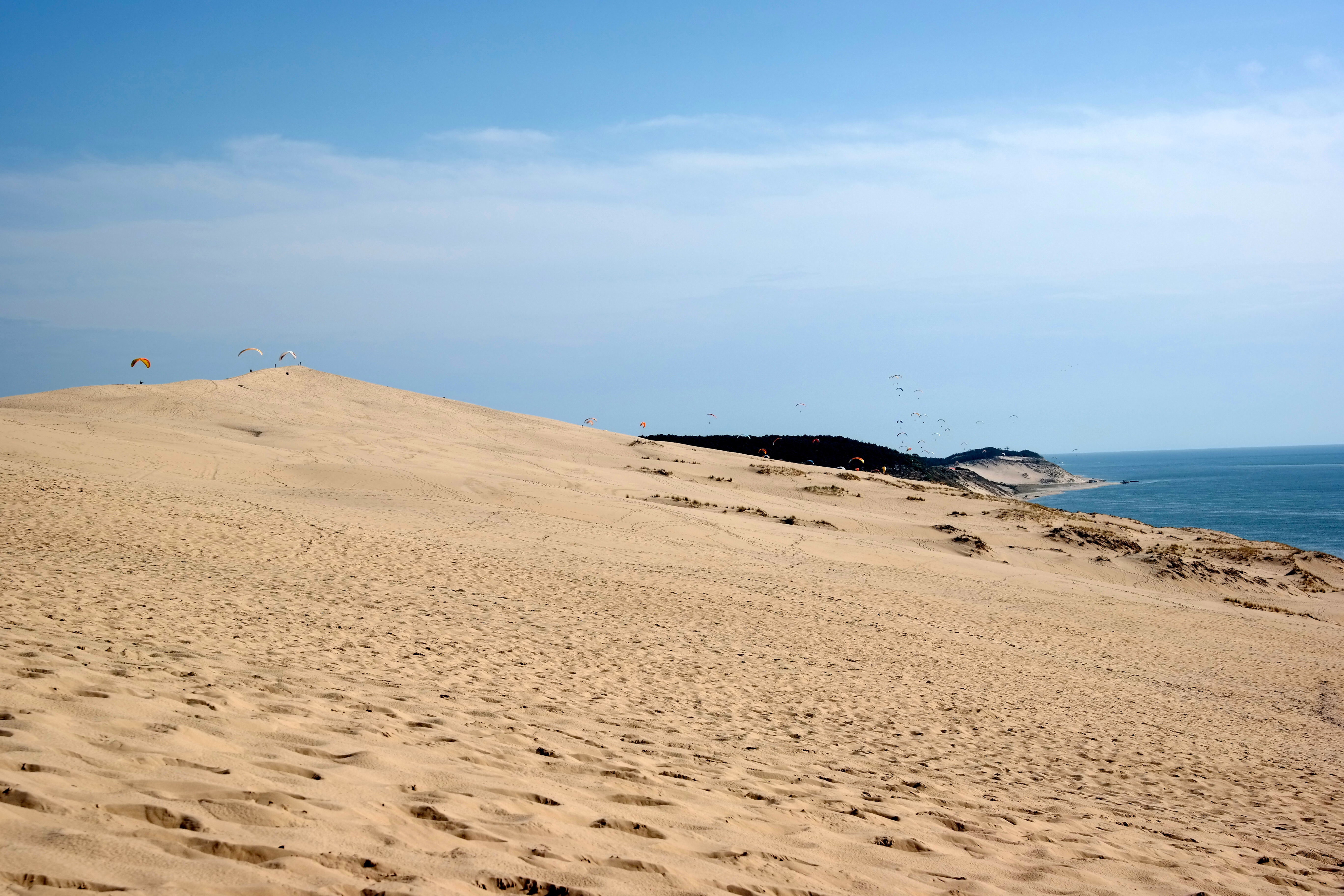
Parapentes au-dessus de la dune.
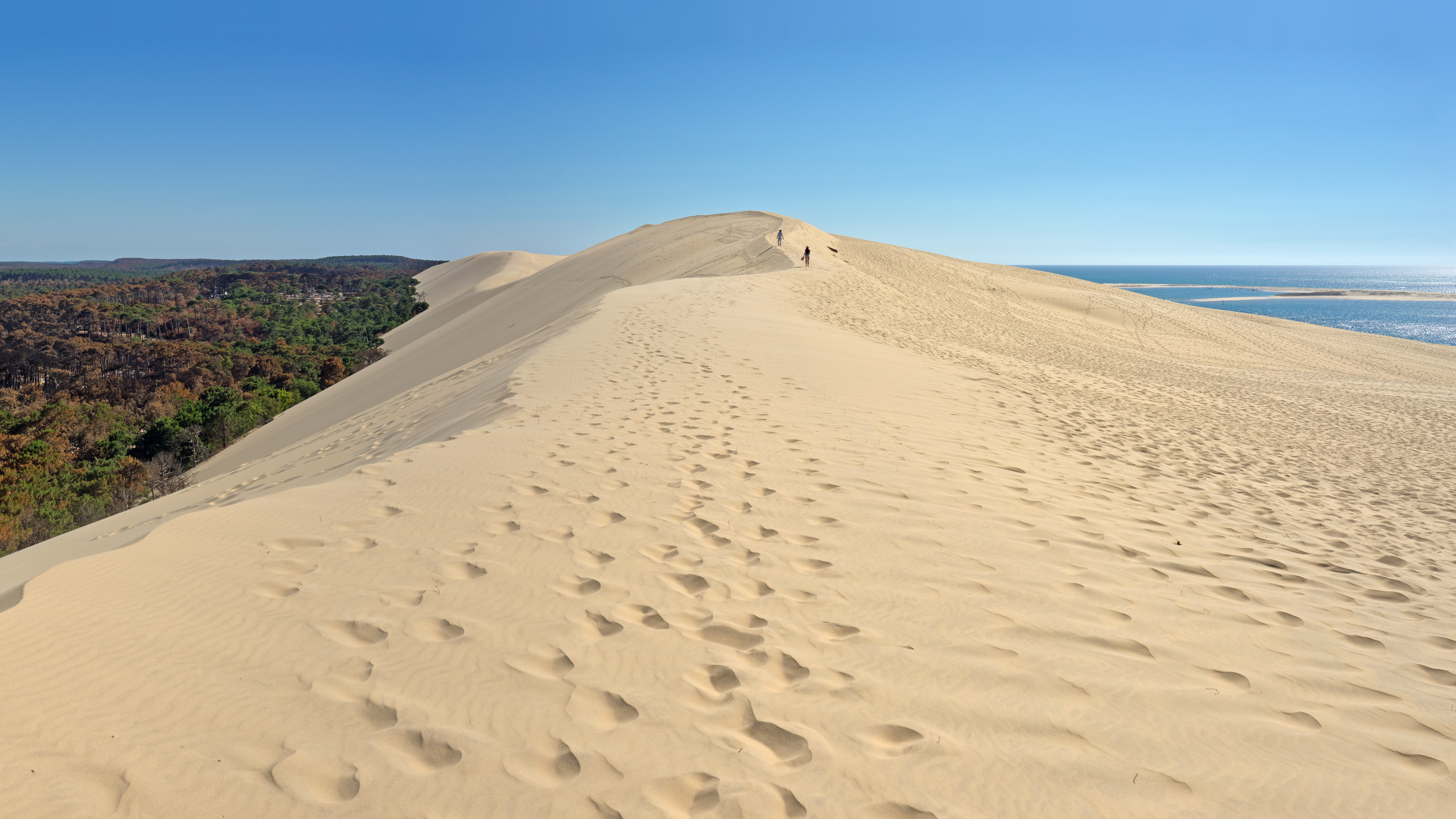
Au sommet de la dune, avec toutes les traces de pas. Juillet 2022.
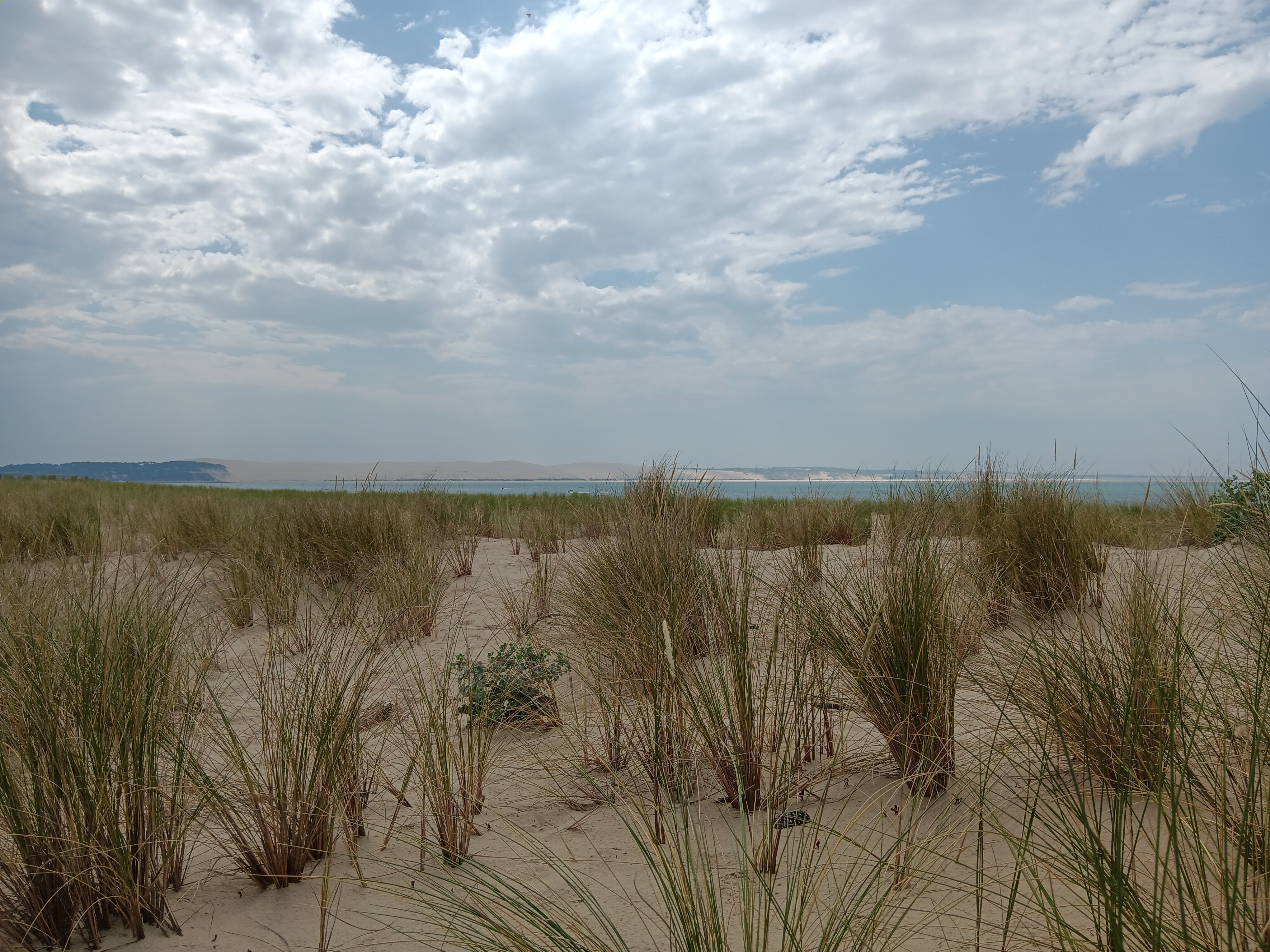
La dune depuis la pointe de Cap Ferret (juin 2025).

Les aménagements se développent donc autour de l'édifice dunaire devenu une attraction touristique. Il n'en demeure pas moins un espace naturel fragile. Elle fait l'objet d'un programme de préservation et de mise en valeur porté par des acteurs publics, dont le gestionnaire du site, le Syndicat mixte de la Grande Dune du Pilat.
Le 5 juin 1943, la partie nord de la dune que deux parcelles de la forêt usagère de La Teste-de-Buch deviennent site classé par l'État au titre de la loi de mai 1930 sur les monuments naturels et les sites. La surfréquentation et l'urbanisation nécessitent en 1994 d'étendre le classement sur 6 875 ha, incluant la forêt usagère, en raison du « caractère pittoresque » de ce paysage. Fin 2007, est créée une structure de gestion, le Syndicat mixte de gestion de la grande dune du Pilat, qui devient gestionnaire des terrains du Conservatoire du littoral en 2012 (conservatoire propriétaire de près de 100 hectares et qui mène une politique d'acquisition des 250 parcelles appartenant à 150 propriétaires, sur les 400 hectares de la dune) et adhère au Réseau des Grands Sites de France, qui accompagne ses membres vers le label Grand Site de France.
Des sports de pleine nature sont présents sur le site notamment le parapente. Un parking payant, contribuant à la préservation du site classé, est situé au pied de la dune, côté forêt. L'accès à la dune du Pilat reste gratuit pour les piétons, les vélos et les transports en commun comme le bus Baïa.

## Transports en commun
Réseau exploité par Baïa, les transports en commun de l'agglomération d'Arcachon
- 3   Gare d’Arcachon ↔ Dune du Pilat ↔ Plage de la Salie
  - Arrêt : Dune du Pilat
- 2   Gare de la Teste ↔ Dune du Pilat ↔ Plage de la Salie
  - Arrêt : Dune du Pilat
- 6   Port du Teich ↔ Plage de la Salie (fonctionne entre juin et septembre)
  - Arrêt : Dune du Pilat

Réseau exploité par la RDTL, transports en commun du département des Landes.
- 46  Parentis ↔ Biscarrosse ↔ Arcachon (fonctionne entre juin et septembre)
  - Arrêt : Dune du Pilat

## Dans la culture
- En 2025, l'autrice jeunesse Christiane Angibous-Esnault publie le roman de science pour la jeunesse Objectif Dune sur le Bassin d'Arcachon[33], dont l'action valorise les recherches archéologiques sur la dune effectuées par l'archéologue bénévole[34] Philippe Jacques[35].
- En 2019, le rappeur Arouf Gangsta tourne le clip de sa chanson PALALALALA, sortie l'année précédente, sur la dune du Pilat.
- En 2018, le Collectif métissé sort un morceau intitulé La dune du Pilat dont le clip est tourné sur la dune.
- En 2014, le groupe Fréro Delavega sort un morceau intitulé « le chant des sirènes » où figure dans le couplet « les années passent, l’écho s’évade sur la dune du Pilat ». Le clip est tourné sur la dune et dans la forêt usagère de La Teste-de-Buch.

## Feu de la forêt en juillet 2022
Mi-juillet 2022, la forêt au pied de la Dune est dévastée par un incendie important, déclaré le 12 juillet et lié à un épisode caniculaire. L'origine de l'incendie provient d'un véhicule en panne ayant pris feu aux abords d'une route forestière.
Lors de cette catastrophe, ce sont 5 campings qui ont été dévastés, donnant lieu à des évacuations en urgence des vacanciers. L'un des campings touchés est notamment celui des Flots Bleus, connu pour son lieu de tournage dans la saga Camping.
Les évacuations ont été réalisées sur la commune de La Teste-de-Buch, près d'Arcachon. La fumée des incendies s'est propagée jusqu'à Bordeaux, et a même été ressentie jusqu'à Paris.
Si le feu a ravagé la région, sa faune et sa flore, c'est également une catastrophe économique qui en a découlé, mettant fin à la saison touristique de l'été 2022.
La commune de la Teste-de Buch a été la victime d'importants incendies le mardi 12 juillet 2022, ayant gravement détérioré la forêt usagère sur une superficie de 3 800 hectares, forêt ancestrale qui longe la dune du Pilat sur son flanc est, occasionnant la destruction de 80 % de celle-ci. Le terme de catastrophe écologique a été utilisé à l’issue de deux semaines de combat contre le feu.
Les cinq campings implantés au pied de la dune du Pilat ont été détruits par l'incendie, ainsi que certaines anciennes cabanes de résiniers implantées alentour, dans la forêt usagère.